# Wietek morsei
Wietek morsei (Leptidea morsei) – gatunek motyla dziennego z rodziny bielinkowatych (Pieridae).

## Wygląd
Rozpiętość skrzydeł 35–41 mm.

## Siedlisko
Występuje na polanach, przy drogach, w świetlistych lasach liściastych, w dolinach rzek, a w górach na łąkach porośniętych kwiatami.

## Biologia i rozwój
Pojawia się co roku w dwóch pokoleniach: pierwsze kwiecień-maj, drugie w lipcu. W górach tylko jedno pokolenie w maju-czerwcu. Jaja składane są na spodniej stronie liści. Poczwarka zimuje.

## Rośliny żywicielskie gąsienic
Gąsienice żerują na groszku wiosennym, czerniejącym lub na wyce ptasiej.

## Rozmieszczenie geograficzne
Gatunek eurosyberyjski. W Polsce zaobserwowany został w 1965 roku w okolicach Przełęczy Dukielskiej. Osobniki te prawdopodobnie przyleciały ze Słowacji.